# Tour della nazionale maschile di rugby a 15 delle Figi 1928
La Nazionale di rugby figiana visita in tour le isole del Sud-Pacifico (Samoa e Tonga).
È il secondo tour dopo quello del 1924.
| Arbitro: | Selwood |

|                              |           |  |
| mete: Pepa Koloamatangii (3) | Marcatori |  |

| Arbitro: | D Reichelmann |

|                           |           |                         |
| mete: Vaea trasf.: Tu'uta | Marcatori | mete: Mara c.p.: Bibi 2 |

| Arbitro: | M. Havea |

|                                              |           |              |
| mete: Fuataimi, Haumono, Selupec.p.: Haumono | Marcatori | c.p.: Bibi 2 |

| Arbitro: | C. Caddie |

|                                |           |                                               |
| mete: T Seniloli 2 c.p.:Bibi ' | Marcatori | mete: Simaile trasf.: Meredith c.p.: Meredith |